# Ambição (telenovela)
Ambição é uma telenovela brasileira produzida pela extinta TV Excelsior e exibida de 17 de março a 1 de maio de 1964 no horário das 19 horas, totalizando 28 capítulos. Foi escrita por Ivani Ribeiro e dirigida por Dionísio Azevedo.

## Enredo
Moça pobre deseja ascender socialmente a qualquer custo. Já sua irmã, menos ambiciosa, encontra um homem rico que se apaixona por ela. Estava formado o triângulo amoroso.

## Bastidores
O gênero telenovela já começava a despertar o interesse da população.
Esta história, maniqueísta ao extremo, chegou ao fim com piques de audiência, preparando o primeiro grande sucesso: A Moça que Veio de Longe, que a procedeu.
De acordo com o livro Glória in Excelsior, de Álvaro de Moya:
“A atriz Arlete Montenegro, que na história desempenhava a história de uma moça má, declarou que só não apanhou na rua porque seu noivo a protegeu diversas vezes dos especatadores mais agressivos. Quando o personagem do ator Turíbio Ruiz ficou desempregado, o próprio ator recebeu 3 ofertas de emprego, além de roupas e mantimentos.”
“Ambição foi uma das primeiras telenovelas a utilizar um ambiente real para gravação. O fato se deu porque com o sucesso de audiência, os produtores resolveram que o próprio público participaria do capítulo final, na cena de casamento entre os principais personagens.
A encenação foi realizada na Igreja da Consolação, em São Paulo. A multidão comparecida interrompeu o tráfego, atrapalhou a gravação e danificou diversos objetos da igreja, no fascínio histérico de chegar perto de seus ídolos.”
Não confundir com a novela mexicana Ambição, exibida, com muito sucesso, pelo SBT, em 1992. Produzida pela Televisa em 1986-1987, seu título original é Cuna de Lobos.

## Elenco
| Ator/Atriz        | Personagem |
| ----------------- | ---------- |
| Arlete Montenegro | Belinha    |
| Tarcísio Meira    | Miguel     |
| Lolita Rodrigues  | Guida      |
| Dionísio Azevedo  | Guilherme  |
| Lídia Costa       | Nair       |
| Turíbio Ruiz      | Otávio     |
| Mauro Mendonça    | Ulisses    |
| Paulo Villa       | Roberto    |
| Jurandir Linari   | Carlito    |
| Juracy Linari     | Dudu       |

## Lugar de Gravação
Ambição foi uma das primeiras telenovelas a utilizar um ambiente real para gravação.